# Johnny Baldwin
Johnny Lee Baldwin (* 26. August 1949 in Detroit, Michigan) ist ein ehemaliger US-amerikanischer Boxer.

## Karriere
Johnny Baldwin gewann als Amateur die Silbermedaille im Halbmittelgewicht bei den US-amerikanischen Meisterschaften 1968 und nahm anschließend an den Olympischen Spielen 1968 in Mexiko-Stadt teil, wo er erst im Halbfinale gegen Rolando Garbey unterlag und somit eine Bronzemedaille im Halbmittelgewicht gewann. Bei einem Länderkampf 1969 besiegte er den Deutschen Ewald Jarmer durch K. o. in der ersten Runde.
Der 1,78 m große Rechtsausleger wurde 1970 Profi und blieb in 30 Kämpfen ungeschlagen. Im Dezember 1975 verlor er dann nach Punkten gegen Boxlegende Marvin Hagler. Eine weitere Niederlage erlitt er im März 1978 gegen den späteren Weltmeister Ayub Kalule. Im Mai 1978 verlor er zudem gegen den dreifachen Weltmeister Marvin Johnson.
Er beendete seine Karriere 1979 mit einer Profibilanz von 32 Siegen (22 K. o.) und 5 Niederlagen (2 K. o.).